# Luis Abad Carretero
Luis Abad Carretero (Almería, 1895 – Gádor, 1971) è stato un filosofo spagnolo.
Allievo di José Ortega y Gasset, in conseguenza della guerra civile spagnola, si trasferì a Parigi da dove, nel 1953, si trasferì in Messico insegnando nell'Università della capitale.

## Pensiero
Teorizzò la "filosofia dell'istante", considerando che nell'istante si affermino tutti i processi psichici che realizzano la realtà.
Nell'uomo esiste una sorta di forza vitale, da lui chiamata "viscienza", che gli permette di individuare la propria situazione nel mondo e ricercare una comune solidarietà con tutta l'umanità.

### Opere
- L. Abad Carretero, Los Colegios de Huérfanos de España, 1929
- L. Abad Carretero, Sentido psicológico de la felicidad y el concepto de actualidad, 1934.
- L. Abad Carretero, Una filosofía del instante, Città del Messico, 1954.
- L. Abad Carretero, Niñez y filosofía, Almería, s.i.d., 1998 ISBN 84-810-8157-4
- L. Abad Carretero, Instante, Querer y Realidad, Città del Messico, 1960
- L. Abad Carretero, Vida y Sentido, Città del Messico, 1962
- L. Abad Carretero, Presencia del Animal en el Hombre, Città del Messico, 1962
- L. Abad Carretero, Aparición de la visciencia, Città del Messico, 1965
- L. Abad Carretero, Instantes, Inventos y Humanismo, Città del Messico, 1966
- L. Abad Carretero, Presencia viva del hombre actual, Madrid, 1972 ISBN 84-709-8027-0
- L. Abad Carretero, El concepto de Actualidad,
- Marín Civera y Luis Abad Carretero, En pos de un nuevo humanismo. Prosa escogida, Madrid, 2018

### Studi
- AA. VV., Les temps et la mort dans la philosophie contemporaine d'Amérique Latine, Tolosa, 1971
- Antonio M. López Molina, Sentido y génesis de la experiencia filosófica en Luis Abad Carretero, Revista de humanidades y ciencias sociales del IEA, 17 1999-2000, pp. 147–164. ISSN 1139-8205 (WC · ACNP)
- Manuel Barrios Casares, En pos de un nuevo humanismo. Prosa escogida, El Cultural, 30-11-2018, pp. 26–27.